# Banco fantasma
Un banco pantalla, banco simulado o banco cáscara (del inglés shell bank), es un banco que no tiene presencia física significativa directiva y de gestión en el país en el que se ha constituido y se le ha otorgado su licencia, y que no forma parte de ningún grupo financiero que esté sujeto a una supervisión consolidada efectiva. Es habitual que la dirección esté situada en otra jurisdicción, a menudo en las oficinas de una entidad asociada o incluso en un domicilio privado.
Como el banco simulado no forma parte de ningún grupo financiero bajo supervisión, la única institución responsable de la misma es la autoridad que ha concedido la licencia. Ahora bien, como la dirección central está ubicada en una jurisdicción distinta, el supervisor no puede ejercer ningún tipo de supervisión sobre el banco (ej. inspeccionar in-situ las operaciones o entrevistarse periódicamente con la gerencia). Además, la autoridad supervisora del país desde el que opera realmente el banco a menudo desconoce la existencia de dicho banco y el hecho de que este opera desde su jurisdicción.
Existen jurisdicciones que permiten la constitución de bancos, compañías de seguros o instituciones financieras con unos requisitos mínimos, en ocasiones prácticamente nulos. Tan solo suelen indicar que no puedes operar en el propio país como entidad financiera.

## Actividades
Es frecuente el uso de bancos pantalla en actividades como:
- Uso para blanqueo de capitales.
- Estafas en ofertas de financiación. La estafa consiste en que tras examinar la operación y decir que la cosa está hecha, se pide al cliente que transfiera una provisión de fondos para afrontar los gastos de la operación y a partir de ese momento el dinero desaparece.[4]
- Estafas al obtener depósitos.
- Recaudar fondos para determinados tipos de negocios, inspirando una confianza que de otro modo no se lograría

## Regulación
En 2001, el Comité de Basilea recomendaba a los bancos que “se negaran a entablar o proseguir ningún tipo de relación de corresponsalía bancaria con bancos simulados situados en jurisdicciones foráneas”. La Ley USA PATRIOT, en su sección 313, prohíbe a instituciones financieras tener relaciones de corresponsalía bancaria con bancos fantasma y requiere a las instituciones financieras asegurarse en sus relaciones de corresponsalía que proveen a bancos extranjeros que no están proporcionando servicios a bancos fantasma.